# Cruxicheiros newmanorum
Il cruxicheiro (Cruxicheiros newmanorum) è un dinosauro carnivoro appartenente ai tetanuri. Visse nel Giurassico medio (Bathoniano, circa 167 milioni di anni fa) e i suoi resti fossili sono stati ritrovati in Inghilterra.

## Etimologia
Il nome generico Cruxicheiros deriva dalla parola latina crux ("croce") e da quella greca cheiros ("mano"), e si riferisce alla località dove sono stati ritrovati i fossili: Cross Hands, infatti, in inglese significa "mani incrociate". L'epiteto specifico, newmanorum, è in onore dei proprietari della cava, la famiglia Newman.

## Descrizione
Questo dinosauro è conosciuto per fossili molto incompleti, che comprendono un femore destro (l'olotipo), alcune vertebre, uno scapolarcoracoide, ilio e pube sinistri incompleti e numerosi frammenti di costole. Basandosi sullo studio della matrice di calcare sabbioso e calcite che ingloba i fossili, i paleontologi ritengono che tutte le ossa appartenevano a un medesimo esemplare.
La ricostruzione di questo animale non può essere precisa, ma dal raffronto di questi fossili con quelli di altri dinosauri simili (ad esempio Megalosaurus ed Eustreptospondylus) si suppone che Cruxicheiros fosse un grosso carnivoro bipede relativamente primitivo. Probabilmente era fornito di una grossa testa armata di denti ricurvi, lunghe zampe posteriori e arti anteriori piuttosto brevi.

## Scoperta dei fossili
I resti di questo dinosauro vennero scoperti nei primi anni sessanta nella cava Cross Hands, nei pressi di Little Compton nel Warwickshire. Questi fossili provenivano dalla formazione nota come "calcare di Chipping Norton", che risale al Bathoniano (Giurassico medio). I fossili vennero conservati nel Birmingham Museum and Art Gallery fino al 2008, quando vennero trasferiti al Warwickshire Museum Service. Il trasferimento fu l'occasione per uno studio approfondito su questi fossili dimenticati. 
Fossili di dinosauri carnivori non riconosciuti come tali sono stati scoperti in Inghilterra almeno fino dal 1677. I più grandi tra questi esemplari, in seguito, sono stati generalmente attribuiti a Megalosaurus, che divenne così una sorta di "cestino dei rifiuti" per qualunque dinosauro teropode noto attraverso frammenti. I resti poi attribuiti al Cruxicheiros non fanno eccezione. Lo studio dei fossili, avvenuto nel 2010, ha però notato numerose differenze rispetto ai resti di Megalosaurus bucklandi: le spine neurali del dorso erano più basse e larghe nell'animale di Cross Hands, e altre differenze sono state riscontrate nelle ossa delle zampe e del bacino: Benson e Radley, perciò, hanno deciso che i resti erano da attribuire a un "nuovo" dinosauro teropode, denominato Cruxicheiros newmanorum.

## Classificazione
Cruxicheiros è considerato un rappresentante basale dei tetanuri, un gruppo di dinosauri teropodi che comprende la maggior parte dei dinosauri carnivori noti, tra cui Allosaurus, Spinosaurus, Tyrannosaurus, Velociraptor e gli uccelli. Gli autori della descrizione non hanno potuto elaborare una classificazione precisa, a causa della scarsità dei fossili. Un'analisi cladistica ha portato a tre conclusioni differenti, egualmente possibili: Cruxicheiros potrebbe essere stato il più primitivo tra i neotetanuri (la linea che in seguito avrebbe condotto ad Allosaurus e agli uccelli), così come il più primitivo tra i megalosauroidi (la linea di Megalosaurus e Spinosaurus) o ancora il più primitivo tra i tetanuri in generale, i cui più antichi membri devono aver anticipato la divisione tra questi gruppi di teropodi. A causa di queste ambiguità, Cruxicheiros è considerato un Tetanurae incertae sedis.